# MASSIVE HISTORIA
『MASSIVE HISTORIA』（マッシヴ・ヒストリア）は、2024年4月6日からJ-WAVEで放送されているラジオ番組。

## 概要
「森羅万象」をテーマに、知っているようで知らなかった歴史や情報を楽しく学ぶ、カラフル歴史バラエティ。
過去の偉人の驚きエピソードから、現在グローバルに活躍する日本人アーティストの知られざる物語まで、週ごとに縦横無尽に歴史を紐解くテーマを用意し、新しい知識を共有する。
番組テーマソングやジングルは音楽生成AIによるもので毎回異なる。
番組ハッシュタグは「#ヒストリア」。
番組最後は「土曜日はマッシヴ～」で〆るのがお決まりとなっている。
番組ではおじさんのことをおじおじと呼んでいる。
毎週土曜昼頃にポッドキャストでも配信をおこなっている。
2024年11月3日（2日深夜）の放送では水曜日のカンパネラの新曲『願いはぎょうさん』、12月8日（7日深夜）の放送では『動く点P』を初オンエアした。

## ナビゲーター
- 詩羽（水曜日のカンパネラ）（2024年4月6日 - ）

## 放送時間
以下の時間は日本標準時に基づく。
- 毎週土曜日 24:00 - 25:00（2024年4月6日 - ）

## コーナー
メッセージ紹介
番組の感想やお悩みを紹介している。
歴史紹介
歴 史男が厚底靴など、ものの歴史を紹介するコーナー。クイズ企画などもおこなっている。
ADによるオススメ商品紹介
詩羽にオススメしたい商品を紹介している。

ガチャガチャで引いて出た番号のコーナーをおこなっている。

## ゲスト
2024年
- 4月21日（20日深夜） - のせりん、奥平大兼[7]
- 4月28日（27日深夜） - 清野茂樹 ※プロレス入場曲の解説をした[8]。
- 5月26日（25日深夜） - キンタロー。 ※モノマネの歴史を解説した[9]。
- 6月2日（1日深夜） - 橋本絵莉子 ※コメントゲスト[10]
- 6月9日（8日深夜） - TAIGA、ケンモチヒデフミ[11]
- 6月23日（22日深夜） - 崎山蒼志[12]
- 6月30日（29日深夜） - ねづっち[13]
- 7月14日（13日深夜） - 日本グミ協会名誉会長の武者慶佑、Z支部長のりち、りんごちゃん[14]
- 7月28日（27日深夜） - 街裏ぴんく[15]
- 8月4日（3日深夜） - ティモンディ[16]
- 8月11日（10日深夜） - 尾崎世界観（クリープハイプ） ※メッセージ出演[17]
- 8月18日（17日深夜） - ムーディ勝山[18]
- 9月1日（8月31日深夜） - SKRYU[19]
- 9月15日（9月14日深夜） - 橋本絵莉子[20]
- 9月29日（28日深夜） - 青木マッチョ、ラグビー芸人しんや
- 10月27日（10月26日深夜） - チョーキューメイ[21]
- 11月10日（9日深夜） - ニートと居候とたかさき
- 12月8日（7日深夜）、12月15日（14日深夜） - 尾崎世界観（クリープハイプ）
- 12月22日（21日深夜） - セントチヒロ・チッチ[22]
- 12月29日（28日深夜） - Novel Core、法演[23]

2025年
- 1月18日（17日深夜） - ウド鈴木[24]
- 2月9日（8日深夜） - コウメ太夫[25]
- 2月16日（15日深夜） - 駆け抜けて軽トラ・餅田コシヒカリ[26]
- 3月16日（15日深夜） - エルフ[27]
- 3月23日（22日深夜） - Cody・Lee(李) ・高橋響[28]